# Institutions du royaume de France
Pour un article plus général, voir Royaume de France.
Les institutions du royaume de France sont l'ensemble des organes (royal, seigneurial, provincial, judiciaire) de différentes natures (public, coutumier, privé) qui gouvernent et administrent la France sous la monarchie jusqu'à la Révolution française.

## Évolution des institutions

### Mérovingiens
Les rois Mérovingiens règnent sur un ensemble de peuples très différents selon leur ethnie et qui conservent chacun leur propre système juridique. Il existe ainsi une loi pour chaque peuple : la loi des Wisigoths, la loi des Burgondes, la loi des Gallo-romains et la plus importante, la loi des francs. Le roi s'inspire des lois et des traditions germaniques pour gouverner, où notamment le pouvoir est lié à la conquête et à la fidélité de ses guerriers. Le royaume appartient en propre au roi qui peut en disposer comme il le souhaite, ainsi à la mort du roi, il est divisé entre ses fils, mais conserve toujours une idée d'unité.
Le roi gouverne avec l'aide des grands du royaume, aussi bien les aristocrates que les gens riches qui recherchent ainsi les faveurs royales pour avoir une fonction importante qui apporte prestige et argent. Ces agents sont dévoués envers la personne du roi avant d'être au service de l'État. Ils sont divisés en deux catégories : les agents du palais qui vivent auprès du roi avec des fonctions domestiques et militaires, et les agents locaux qui administrent le royaume au niveau des pays et dirigé par le comte. Pour le conseiller, les laïcs du royaume se réunissent en assemblée, dont le rôle est seulement consultatif.
Le système judiciaire hérité de l'Empire romain disparait peu à peu et fusionne avec le système germanique, avec des procédures privées ou publiques. L'Église catholique maintient son système hiérarchique et législatif d'avant les invasions barbares. À partir du VIIe siècle, s'installe une longue crise politique due aux partages constants du royaume qui affaiblissent le pouvoir royal. Les maires du palais s'emparent du pouvoir alors que le roi s'efface de plus en plus, au point de ne même plus être mentionné dans les actes politiques. En 751, le maire du palais Pépin le Bref se fait élire roi.

### Carolingiens
Avec l'arrivée des Carolingiens sur le trône en 751 la conception de la royauté change. La royauté devient théocratique et les personnes chargées de gouverner sont investies par Dieu. Le sacre devient le fondement essentiel du pouvoir du roi. Conséquence de ce changement dans la légitimité du pouvoir, les évêques prennent une grande importance dans l'entourage du monarque et la justice devient celle de Dieu. De l'idée de théocratie, l'idée du pouvoir devient rapidement à la restauration d'un Empire chrétien, qui devient officiel en 800.
L'organisation politique et administrative héritée des Mérovingiens se complexifie et le personnel se spécialise dans les tâches de gouvernance. Le palais en est l'élément central, les rois suppriment le maire et s'entourent d'officiers laïcs comme le sénéchal ou le maréchal et ecclésiastiques comme le chancelier. Au niveau local, les comtes, nommés et révoqués le roi, administrent toujours les pays, mais se voient ajouter une administration de contrôle avec à leur tête les missi dominici, qui peuvent entre autres enquêter, juger et se substituer aux autorités locales. Par la suite, les duchés sont créés aux frontières de l'Empire. Ils regroupent plusieurs comtés sous l'autorité du duc, qui y exerce un commandement militaire.
Contrairement à la dynastie précédente, les Carolingiens légifèrent beaucoup et la loi s'applique à tous, quelle que soit l'ethnie. La justice se mue en un service public et se soustrait au privé en augmentant les pouvoirs de l'assemblée de justice au détriment des comtes. Les structures de l'Église s'améliorent, l'évêque devient aussi un représentant du souverain pour toutes les questions ecclésiastiques. De plus, la justice ecclésiastique grossit et ses propres tribunaux jugent aussi bien les hommes d'Église que les laïcs.
Quand l'Empire s'effondre, les souverains ne peuvent empêcher le retour de la tradition germanique de l'émiettement du pouvoir. Pour réduire le pouvoir grandissant des comtes, ils confient des terres à administrer à de grands dignitaires, qui avec une charte d'immunité se placent en dehors du pouvoir de ses agents locaux. Ces derniers confient leurs pouvoirs à des laïcs qui deviennent rapidement eux-mêmes indépendants, en s'appropriant les prérogatives de la puissance publique. En 843, l'Empire éclate totalement et le souverain de Francie occidentale se réclame de l'héritage des Francs. La désagrégation de l'État s'accélère à partir de la seconde moitié du IXe siècle. Les pouvoirs territoriaux se coupent complètement du pouvoir central et deviennent de véritables petits États, qui continuent à se réclamer néanmoins du monarque, même s'il n'a plus d'emprise, et font reconnaitre la transmission de leur charge à leur descendance.

### Moyen Âge capétien
En 987, Hugues Capet est élu roi de France. Les Capétiens font passer petit à petit la France d'une monarchie élective à une monarchie héréditaire, en faisant sacrer leur fils ainé de leur vivant. Cette pratique dure jusqu'à Philippe II Auguste. Le pouvoir royal, bien que très affaibli, change de nature, et le roi se voit attribuer les prérogatives : de gardien du royaume qui doit le défendre contre les éléments extérieurs, de veiller à son intégrité territoriale et d'assurer l'ordre et la paix à l'intérieur ; de protéger ses églises ; de rendre la justice. Le roi est le seigneur des grands barons du royaume à travers le contrat vassalique qui oblige le seigneur, en échange d'un serment de fidélité, à une protection aussi bien militaire que matérielle avec la concession d'un fief où l'État central renonce à son emprise.
Les grands barons subissent le même processus d'éclatement de leur pouvoir au cours de la seconde moitié du XIe siècle, si bien que le royaume se couvre de seigneuries indépendantes rattachées aux seigneurs supérieurs par la vassalité. Le pouvoir de l'État s'exerce désormais autour du château seigneurial, où le titulaire récupère le contrôle politique, administratif et judiciaire en échange du service militaire. Le pouvoir économique du seigneur lui permet de lever des impôts et de planifier la vie économique de sa seigneurie. Le pouvoir judiciaire lui permet de juger toutes les causes, y compris les plus importantes, et de prononcer la peine de mort. Il délègue généralement cette tâche à un prévôt. Le droit change et devient coutumier, avec des pratiques judiciaires selon chaque communauté territoriale. Il a la particularité d'être non écrit, répété, consacré par le temps et obligatoire.
Le pouvoir central commence à se reconstruire à partir de Philippe Auguste. L'institution royale s'affermit et devient plus symbolique avec les cérémonies du sacre, des funérailles et des visites aux bonnes villes qui deviennent grandioses, mais aussi par une propagande royale pour diffuser les idées favorables au pouvoir. Les règles de successions se mettent petit à petit en place à chaque fois qu'un problème dynastique se pose et les lois fondamentales du royaume de France émergent.
La structure du gouvernement de l'État évolue en fonction de la centralisation accrue. Le roi commence par détacher les plus fidèles de ses vassaux pour en faire des grands officiers qui s'occupent à la fois des tâches domestiques et politiques. Au XIIe siècle, ils deviennent l'hôtel du roi, un groupe stable par rapport aux autres vassaux qui viennent irrégulièrement à la cour. L'hôtel du roi est composé de la famille du roi, des officiers domestiques (sénéchal, connétable, chancelier, chambrier et bouteiller) et enfin des légistes. Le rôle de ces derniers augmente au fil des ans, car le roi a de plus en plus besoin de compétences techniques pour administrer l'État dont les tâches se complexifient. 
Le Conseil du roi se détache de la cour pour permettre au roi de réunir un petit groupe de membres qui lui donne des conseils pour les grandes décisions politiques. Pour traiter la justice royale, qui connait un grand succès, le Parlement se détache du reste de la cour et s'organise en plusieurs chambres. Sur le terrain, le roi est représenté par un réseau de baillis et sénéchaux qui lui permettent de reconquérir l'administration du territoire au détriment des petits seigneurs. L'État tente lentement de maitriser l'ordre coutumier pour imposer un ordre juridique plus unitaire.

### Ancien Régime
La conception du pouvoir change radicalement, l'État devient une réalité autonome de la personne de roi qui en est simplement le dépositaire chargé de son administration et de sa défense. La féodalité disparait au détriment de la puissance publique qui désormais exerce l'ensemble des pouvoirs régaliens. Pour assurer la souveraineté du royaume, les lois fondamentales deviennent définitivement une sorte de constitution qui limite l'autorité royale et organise la continuité de l'État.
Les organes du gouvernement se complexifient nettement. Même si le roi est l'unique décideur, il doit être conseillé et aidé dans sa tâche. Les officiers de l'époque médiévale perdent un à un leur rôle politique, mis à part le chancelier qui devient le personnage central de l'État. Les secrétaires d'État dirigent chacun un département qui gère les grands services publics. Le contrôleur général des finances s'occupe des finances et de l'économie. Le Conseil du roi se décompose en plusieurs formations selon les circonstances politiques. À partir de 1661, il se structure pour que le roi soit celui par lequel toutes les décisions doivent passer. Elles sont divisées en deux : les conseils de gouvernement où sont débattues les affaires les plus importantes  et les autres où sont traités essentiellement les questions judiciaires et administratives. Entre 1715 et 1718, est mise en place la polysynodie, un système de gouvernement qui confie les affaires du royaume à sept conseils aristocratiques liés au régent. Certains conseils particuliers se prolongent jusqu'en 1723.
Le roi est tout de même obligé de déléguer une partie de ses pouvoirs à des agents qui exercent certaines tâches en son nom. Cela concerne aussi bien les ministres que les agents locaux. Dans la fonction publique on trouve des officiers, qui sont propriétaires de leur charge et donc inamovibles, qui occupent une charge publique de justice, de finance ou de police. Les commissaires dont les pouvoirs varient selon la volonté du roi sont temporaires et révocables. Dans l'administration territoriale, les gouverneurs ont la mission de représenter le souverain auprès des autorités locales et de veiller au maintien de l'ordre, avant de voir leurs pouvoirs progressivement réduits à partir de 1661. Les intendants sont les hommes du roi dans les domaines de la justice et l'administration.

### Monarchies constitutionnelles
La conception de la souveraineté de l'État réside désormais dans la Nation. Le roi est considéré comme un représentant de la Nation, comme le plus haut fonctionnaire de l'État. Les structures changent, en 1791 les départements sont dissous et remplacés par des ministères. Les trois pouvoirs, exécutif (le roi), législatif (l'Assemblée nationale) et judiciaire (confié à des juges élus) sont séparés. L'État est représenté dans les départements et les communes par un conseil général, le roi par un procureur. Les membres du Clergé deviennent des fonctionnaires. La monarchie est abolie le 21 septembre 1792.
Les deux restaurations en 1814 et 1815, font du roi un monarque dont les pouvoirs sont limités par la Charte. Le roi possède le pouvoir exécutif et une partie du législatif. Deux Chambres, la Chambre des pairs et la Chambre des députés (élue au suffrage censitaire), votent les lois proposées par le roi et émettent des vœux. 
Elle est définitivement abolie le 2 août 1830 avec le renversement, par une insurrection parisienne, du dernier roi de France Charles X, qui régnait depuis 1824.

## Gouvernement

### Le gouvernement sous les Mérovingiens
Durant la période Mérovingienne, le roi gouverne avec l'aide des grands du royaume, des gens riches qui trouvent un intérêt à être dans les faveurs royales, car une fonction importante apportait prestige et argent. Ils sont soumis d'abord envers la personne du roi avant celle de l'État. Ensemble, il constitue le palais où ils sont nourris et logés par le souverain. La monarchie est itinérante et le palais suit le roi dans ses déplacements, aussi bien les hommes, que le trésor et les archives. Les fonctions des fidèles du roi sont variées, il y a les militaires qui forment une garde personnelle, qui prête un serment contraignant et qui impose de lourdes obligations de service. Le sénéchal est chargé de l'approvisionnement et de la direction du personnel du palais. Le connétable est chargé de l'écurie royale, le chancelier du personnel qui rédige les actes royaux. Le maire du palais est au départ le simple chef des domestiques du palais. Son rôle politique augmente et au VIIe siècle, c'est lui qui s'occupe du gouvernement. Sa charge devient héréditaire et s'empare des hautes fonctions du royaume : présidence du tribunal royal, commandement militaire, gouvernement complet du royaume en cas de minorité du roi. Le comte du palais, occupe un rôle important dans le domaine judiciaire puisqu'il est chargé de préparer et d'instruire les procès soumis au roi. Le roi est aussi aidé et conseillé dans son gouvernement par une assemblée de grands du royaume. Le rôle est purement consultatif, sauf si le roi est trop faible pour résister à leur avis. Au VIIe siècle, l'assemblée change, les grands sont accompagnés de leur clientèle et prend plus l'allure d'une assemblée du peuple. Le roi délibère à part avec les grands, puis demande à l'assemblée composée du peuple d'acclamer les décisions.

### Le gouvernement sous les Carolingiens
Les institutions gouvernementales héritées du régime précédent subissent quelques transformations. La charge de maire du palais est supprimée, pour éviter d'avoir un homme avec trop de pouvoir à leur côté. Les pouvoirs du maire sont repartis entre le sénéchal, qui récupère les fonctions d'officier de premier rang et d'intendant général qui dirige la maison du roi, ses déplacements, la gestion de son domaine, et le comte du palais qui en plus d'être responsable du bon déroulement de la justice royale, à désormais la préséance sur les autres officiers laïques. L'équipe gouvernementale du palais est désormais composé le plus souvent d'ecclésiastiques, notamment la chancellerie dirigée par un archichancelier issu de l'Église.

### Le gouvernement au Moyen Âge capétien

#### La Cour

##### Le Conseil du roi
Le Conseil du roi est un organe permanent consultatif dont les attributions dépendent de la volonté royale et concerne tous les secteurs de l'activité gouvernementale. C'est lors du Conseil que le roi décide des grandes affaires : guerre ou paix, diplomatie (les ambassadeurs sont reçus lors du Conseil), politique intérieure et législation royale, direction de l'administration (baillis et sénéchaux sont nommés et font leur rapport lors du Conseil), gestion financière et contrôle des agents. Le roi est le seul décideur, mais dans les affaires courantes le Conseil peut prendre des décisions sans sa présence. Lors du Conseil, le roi exerce sa justice retenue, qui lui permet de juger lui-même une affaire après l'avoir retiré de sa justice déléguée, soit à la suite d'une proposition d'erreur formulée par un plaideur. Au cours du XIVe siècle, se dégage un Conseil spécialisé dans les affaires de justice. En 1497, une ordonnance institue le Grand Conseil qui traite, hors de la présence du roi, les affaires en cassation.
Les membres du Conseil ne peuvent siéger que si le roi les appelle. Lors des temps féodaux, assister au Conseil est une obligation, mais pas un droit. Ce qui permet au roi d'être libre dans sa composition. Les grands aristocrates forment le noyau central du Conseil. Les membres de la famille royale, les princes du sang, les grands officiers de la couronne et les grands vassaux sont toujours convoqués en fonction des circonstances. Leur rôle décline de plus en plus, puisque le roi convoque des techniciens du droit et de l'administration pour traiter des tâches politiques qui se spécialisent. Au début du XVe siècle, un très petit nombre de ces conseillers forment un conseil étroit qui permet de régler discrètement et rapidement des problèmes urgents.

##### Le Parlement

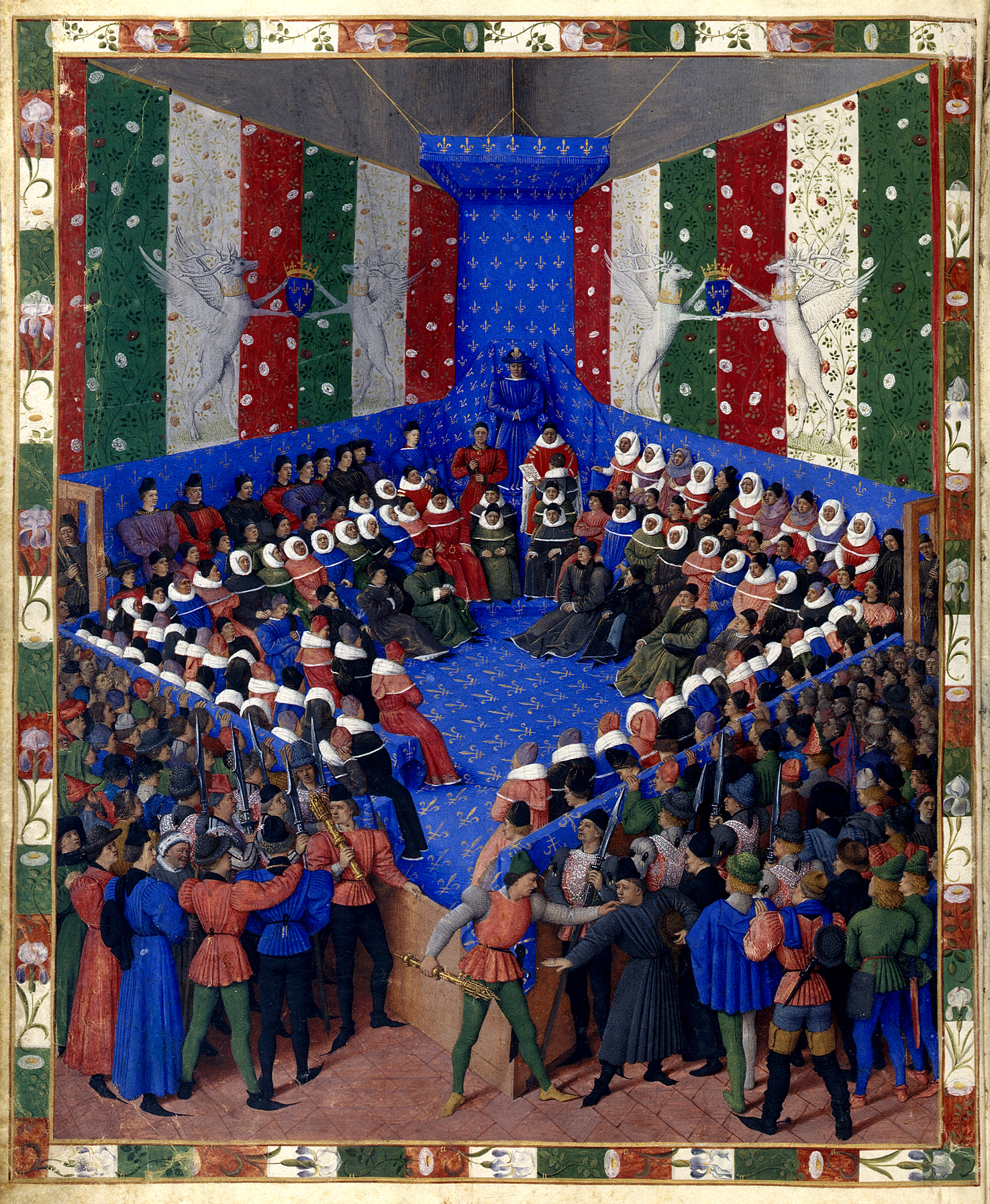
Lit de justice du roi Charles VII à Vendôme en 1458.
Miniature de Jean Fouquet en frontispice du Boccace de Munich, vers 1459-1460, Munich, Bibliothèque d'État de Bavière.

La cour du Parlement trouve son origine sous le règne de saint Louis pour traiter les affaires portées en appel devant la cour du roi où en première instance. Des sessions spéciales de la cour sont réservées à la justice durant plusieurs semaines, elles correspondent en général à une fête religieuse. Sous Philippe IV le Bel, face à la recrudescente des affaires, les sessions s'allongent et sont regroupées dans une section unique qui dure de la Toussaint jusqu'en août avec un personnel technique permanent qui remplace les éléments aristocratiques. En 1345, le roi nomme plusieurs conseillers au Parlement sans limitation de mandat. Le Parlement devient alors un corps constitué.
Les membres sont repartis en quatre chambres. La Grand-chambre est la plus importante de toutes, c'est devant elle qu'on plaide et la seule qui prononce des arrêts. La chambre des requêtes a pour mission de recevoir, d'examiner les requêtes et de décider si elles sont recevables devant le Parlement. La chambre des enquêtes juge les enquêtes ordonnées par la Grand-chambre. À la fin du XIVe siècle, s'ajoute la chambre criminelle qui est chargé d'instruire les affaires pénales et préparer les projets d'arrêts qui sont soumis à la Grand-chambre. La Guerre de Cent ans fait perdre son monopole au Parlement parisien et plusieurs sont créés jusqu'à la fin du Moyen Âge dans des villes comme Toulouse, Bordeaux, Dijon, Aix et Rouen avec les mêmes prérogatives

##### La Chambre des comptes
La Chambre des comptes est créée lorsque les maîtres des comptes, chargés de la vérification des comptes des agents royaux, sont séparés du reste de la cour durant le XIIIe siècle, avant d'être définitivement organisé par une ordonnance en 1320. Elle a pour mission de vérifier les comptes des agents financiers et de les juger en cas de malversation, surveiller la gestion du domaine royal et enregistrer, avec droit de remontrance, des ordonnances sur les questions financières. Au XIVe siècle, elle est aussi l'organe central de contrôle suprême sur les administrations du Trésor et de l'impôt. Ses compétences réduisent à la suite de la création d'autres chambres financières spéciales et pas la création de chambre de comptes dans les provinces.

##### Les États généraux
L'institution des États généraux trouve son origine à la fin du XIIe siècle, lorsque le roi prend aussi conseil auprès de bourgeois ou de représentants des bonnes villes. C'est en 1302 que sont réunis pour la première fois les trois états du royaume ; c'est l'occasion pour le roi de s'appuyer sur l'opinion publique en ayant l'avis des représentants de chaque ordre. Par la suite, les États Généraux sont réunis pour, en plus d'un soutien de l'opinion, obtenir une contribution financière pour faire face aux guerres. Ceci marque bien le passage entre une monarchie féodale à un État moderne qui ne peut se contenter des aides de ses vassaux. L'étendue du territoire fait que le souverain au milieu du XIVe siècle peut réunir deux assemblées, l'une pour les langues d'oïl et l'autre pour les langues d'oc, voire réunir les États Généraux d'une province ou d'un bailliage.
Les États Généraux doivent conseil et aide au roi sur les affaires politiques importantes ou graves dans lesquelles il considère qu'il doit connaitre l'opinion publique du royaume. Des questions graves sur la diplomatie, la sécurité où la politique intérieure sont posées lors des assemblées jusqu'à la fin du Moyen Âge. Rapidement, l'assemblée prend la faculté de présenter au roi les doléances de ses sujets. Au XVe siècle, ces doléances sont écrites dans des cahiers. Chaque ordre présente ensuite un cahier qui regroupe les doléances les plus exprimées, le chancelier y répond point par point au nom du roi. Les États Généraux sont convoqués pour aider la monarchie en octroyant une contribution financière extraordinaire lorsque les ressources du domaine royal ne suffisent plus. C'est ainsi par exemple que la gabelle est instituée en 1355-1358 d'abord de manière exceptionnelle, puis permanente quelques décennies plus tard.
La composition des États Généraux évolue beaucoup jusqu'à la fin du Moyen Âge. Lors des premiers en 1304, le roi convoque ses vassaux y compris pour les bourgeois puisque les représentants sont issus de villes bénéficiant de privilèges et considérés comme vassaux. En 1308, les paysans ne sont plus exclus puisque les bourgs ruraux sont représentés par leurs magistrats. Prélats et barons prennent l'habitude de ne plus assister aux États Généraux et envoient des procureurs pour se faire représenter collectivement. L'idée de représentation fait son chemin et au milieu du XVe siècle, le roi demande aux villes d'envoyer des notables pour les représenter. La convocation individuelle disparait en 1484, où il est ordonné d'envoyer un représentant de chaque ordre pour chaque bailliage et sénéchaussée. Chaque ordre se réunit alors au chef-lieu du bailliage pour élire son délégué, dont les communautés villageoises qui élisent elles-mêmes un délégué à envoyer au chef-lieu pour élire le représentant du Tiers état.

#### L'Hôtel du roi

##### Les grands officiers
Les grands officiers sont les domestiques du roi qui sont amenés à jouer un rôle politique. Le sénéchal en est le premier et le plus important. Il est à la tête des services domestiques de la maison du roi, chargé en même temps de l'administration du domaine royal et de superviser l'action des prévôts. Il peut remplacer le roi dans le commandement de l'armée. Il est aussi le chef de la justice. Son office est le plus souvent en viagers, voire héréditaire. Pour ces raisons, il devient un danger pour la monarchie. En 1191, Philippe II Auguste supprime l'office après la mort de son titulaire, se rappelant la mésaventure des Mérovingiens avec leurs maires du palais.
Le chambrier est le responsable de la chambre royale et par extension du gîte du roi et de l'entretien du palais, des vêtements, des joyaux de la couronne et de leur transport. Il est le garde du trésor jusqu'à son remplacement par les Templiers sous Louis VII. À la fin du XIIIe siècle, son office est devenu presque honorifique puisque ses fonctions domestiques sont assurées par les chambellans. L'office est supprimé en 1545. Le bouteiller est le maître de la cave, des vignobles royaux et par extension sur le commerce du vin. Il lui est confié au cours du Moyen Âge différentes tâches financières comme la coprésidence de la cour des Comptes. Ils cessèrent d'assurer eux-mêmes leurs fonctions domestiques que les échansons récupèrent, avant que l'office ne soit supprimé en 1449.
Le connétable est le chef des écuries royales. Son rôle va considérablement augmenter après la disparition du sénéchal puisqu'il récupère ses fonctions militaires. Il commande l'armée en l'absence du roi et dirige l'administration militaire avec les maréchaux. Jusqu'à la Guerre de Cent ans, son rôle est limité par la présence dans l'armée des grands barons et princes royales qui obligent le roi à céder l'office à des grands nobles. Après ça, sa juridiction s'étend sur l'ensemble des gens de guerre qui sont placés sous son commandement. Le roi ne peut pas le révoquer, mais lui enlever son commandement et le confier temporairement à un lieutenant général. À partir du XIVe siècle, la connétablie devient une juridiction chargée de la justice militaire.

##### Chancelier

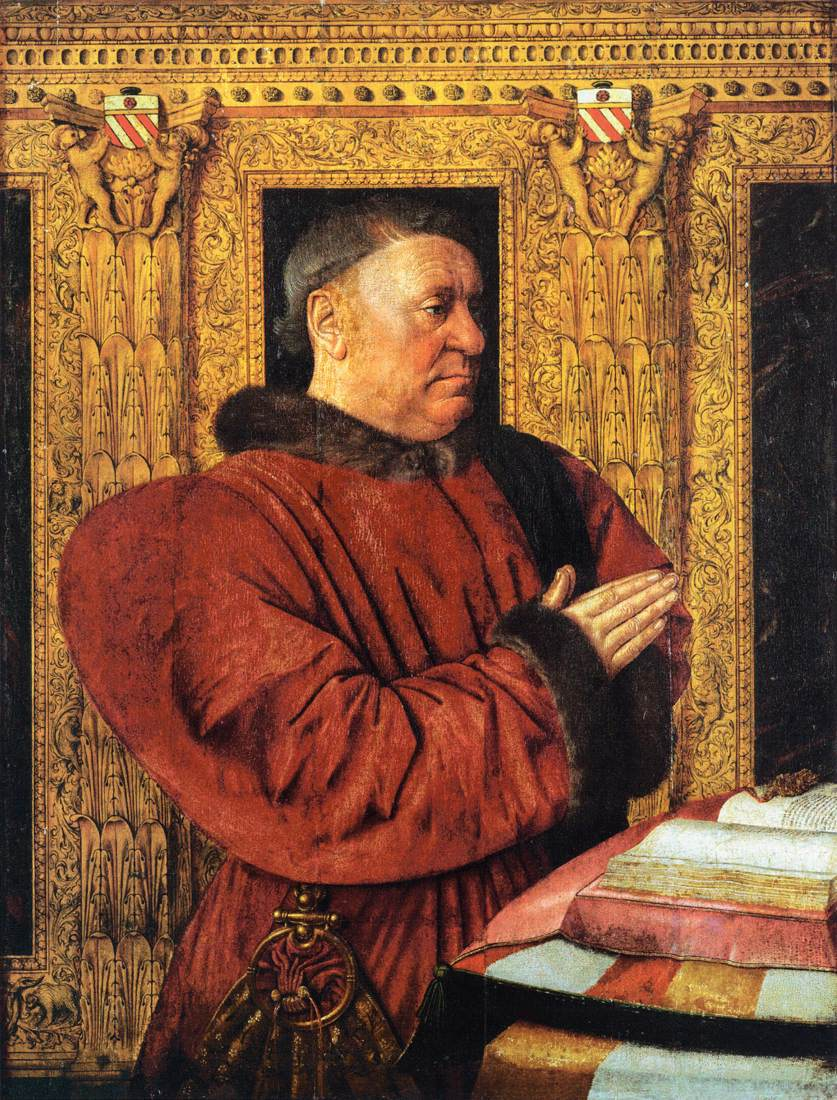
Portrait par Jean Fouquet de Guillaume Jouvenel des Ursins, chancelier de France de 1445 à 1472.

Le chancelier est un des grands officiers de la couronne ; sa position va progressivement faire de lui l'un des ministres les plus importants de la monarchie. Au début, il a comme responsabilité domestique d'assurer la direction de la chapelle du palais. Ces fonctions politiques s'étendent à gérer la rédaction des actes royaux et d'être le gardien du sceau royal. C'est à partir de Philippe II Auguste que sa position devient très importante en fonction de l'évolution des méthodes de gouvernement qui repose de plus en plus sur l'écriture, les connaissances et la culture des méthodes de gouvernement.
Recruté parmi des légistes, il a la responsabilité de tous les clercs et notaires qui travaillent à la rédaction des actes royaux. Ces actes peuvent aussi bien venir directement du souverain, qu'être à l'initiative du chancelier. Il doit ensuite les vérifier avant de poser le sceau du roi. S'il trouve la décision royale viole le droit, une coutume ou un privilège, il peut en faire la remontrance au roi. À partir de 1318, il a l'obligation légale de ne pas sceller les actes contraires aux traditions du royaume, mais le roi possède toujours le dernier mot et le chancelier doit sceller l'acte tout en précisant son désaccord sur l'acte pour s'en décharger la responsabilité.
Le chancelier remplace le roi dans ses attributions politiques en son absence. Il est aussi son porte-parole et le chef du gouvernement. Au début du XIVe siècle, il reçoit comme mission de réunir et présider le Conseil en l'absence du souverain et de la représenter lors des États Généraux. Il est aussi le premier magistrat du royaume et chef de la justice, après le roi. Il préside le parlement de justice. Sa charge étant un office, le roi ne peut le remplacer, mais en cas de désaccord grave il peut lui retirer la garde des sceaux et nommer un simple garde des sceaux qui scelle sans discussion les actes et est facilement révocable.

##### Les officiers ordinaires
Ce sont les officiers qui le plus souvent sont sous le contrôle du chancelier et qui collabore à l'action gouvernementale. Les maîtres des requêtes de l'hôtel apparaissent avec l'accroissement de la justice royale. Ils ont pour mission d'accompagner le roi dans ses déplacements et de recueillir et filtrer les demandes des justiciables pour apporter au roi celle qui sont le plus digne d'intérêt. Ils tranchent eux-mêmes les affaires mineures. Au XIVe siècle, les notaires royaux, qui à l'origine sont de simples rédacteurs des actes royaux sous l'autorité du chancelier, se scinde en trois catégories. Un premier groupe qui continue la rédaction des actes, un second groupe qui est attaché aux maîtres des requêtes et un troisième groupe qui sont attachés à la personne du roi. Ces notaires-secrétaires du roi rédigent les actes à la demande de celui-ci et expédie les lettres validées par le sceau personnel du souverain, les lettres de cachet. Leur rôle ne va qu'augmenter et ils sont présents au Conseil où ils tiennent les registres. Au milieu du XVe siècle, certains ont une affectation précise comme le secrétaire aux finances chargé d'expédier les actes personnels du roi dans le domaine des finances. Au cours du siècle suivant, ils deviendront les secrétaires d'État.

### Le gouvernement sous l'Ancien Régime

#### Les Conseils du roi

##### Les Conseils avant les réformes de 1661
Le roi gouverne avec un Conseil qu'il peut former librement. Il le forme en y faisant entrer des personnes selon leurs fonctions (les grands officiers de la couronne), mais aussi selon leurs naissances (famille royale, pairs de France). Les membres les plus constants des Conseils sont les fidèles du roi, des personnes envers qui le souverain accorde sa confiance et qui change selon les faveurs et la politique royales. Lors du Conseil, le roi décide et forme sa volonté, qui ensuite prend la forme d'un arrêt qui doit être exécuté. Le roi est toujours présent lorsqu'une grande affaire politique est traitée, alors qu'il est absent pour les affaires de routines, le conseil prend alors un arrêt sur requête. S'il n'y a en principe qu'un seul Conseil, il comprend plusieurs séances différentes sur le Gouvernement, la Justice et Police, l'administration et les contentieux. 
À partir d'Henri IV, il existe un conseil appelé Conseil secret ou Conseil de Cabinet qui réunis le roi et quelques personnes très au fait des affaires de l'État, pour décider sur les affaires les plus délicates avant de les soumettre aux conseils de Gouvernement. Le Conseil des Affaires ou Conseil d'En Haut depuis 1643, a comme compétence de traiter les affaires que le roi considère comme les plus importantes du royaume. C'est pour cette raison qu'il est composé des personnages les plus importants du gouvernement comme le chancelier ou le surintendant des finances. Le Conseil des Dépêches est chargé depuis 1617 des questions sur l'administration intérieure du royaume et des provinces. Le Conseil des finances, appelé aussi Conseil de la Direction ou Grande Direction, est chargé des ressources et d'ordonner les dépenses. Conseil supérieur, il est composé des grands du gouvernement et du département des finances. Son travail est préparé par la Petite Direction composée des spécialistes dans les questions financières.
Deux Conseils traitent des affaires de routine administratives et de contentieux. Le premier est le Conseil d'État et des Finances, le seconde le Conseil privé ou des parties. Les membres sont nommés pour les deux Conseils, qui permet de commencer une carrière de conseiller d'État. Beaucoup de personnes pour y entrer de droit (princes de sang, cardinaux, princes, ducs et pairs, grands officiers de la couronne, membres du gouvernement). Le Conseil d'État et des finances est au départ un conseil politique et administratif, mais il perd peu à peu ses attributions. À partir de 1623, il ne s'occupe plus que des contentieux financiers du Conseil du roi comme les affaires entre les particuliers et les traitants, les affaires financières du clergé ou encore les procès sur remboursement d'officiers. Depuis 1644, il ne s'occupe plus que des procès à caractère financier entre particuliers. Le Conseil privé ou des Parties, voit dans le même temps son importance augmenter. Il reçoit les affaires de justice entre parties et prend un rôle administratif et politique. Depuis 1630, il reçoit l'examen des remontrances des Cours souveraines. En 1645, il devient un instrument important de l'absolutisme en prenant connaissance des rébellions contre les arrêts du Conseil, des ordonnances des intendants d'armée et des provinces, des trésoriers de France et des commissaires royaux. À partir de 1643, d'autres sections du Conseil sont créées. Un Conseil des Consciences pour la nomination aux bénéfices ecclésiastiques. Le Conseil de guerre se tient dans la chambre du roi et comprend les principaux ministres du gouvernement et cadres de l'armée.
Les travaux des Conseils sont préparés par des commissions. Tous les Conseils ont des commissions permanentes, en plus de celle des bureaux des secrétaires d'État ou des réunions préparatoires des ministres. Elles sont composées de trois ou quatre conseillers et d'un intendant des finances qui reçoivent chacun plusieurs provinces, les provinces tournent entre les conseillers tous les deux ou trois ans. Ils rédigent des cahiers, des articles, des remontrances ou des requêtes qu'ils envoient aux Conseils qui préparent un arrêt. Les rapports sont confiés à des maîtres des requêtes. La commission du Conseil des Finances se perfectionne en 1619, quatre commissions se répartissent les fermes d'impôts et les généralités. En 1627, dix autres commissions comptant cinq à sept conseillers sont instituées pour les Conseils : pour le clergé, pour les traités de finances, pour les contentieux fiscaux, pour la police, pour la justice, pour les protestants, pour la marine et le commerce, pour les étrangers, pour certaines provinces. Certains membres du gouvernement devaient faire partie de certaines commissions, accompagnés de techniciens, alors que des prélats devaient faire partie de celle du clergé ou encore des maîtres de métiers pour d'autres. En plus, des commissions temporaires sont créées pour traiter certaines affaires, faire exécuter un édit ou juger un procès. La surcharge de travail de Conseil fait que certains projets d'arrêt des commissions permanentes sont transformés en arrêt par une simple signature du chancelier sans la moindre délibération d'un Conseil.

##### Les Conseils après les réformes de 1661
Le 9 mars 1661, Louis XIV annonce qu'il gouverne désormais lui-même et devient son propre premier ministre. Il empêche aux gens d'accéder aux Conseils selon leur droit de naissance, les ministres d'État sont appelés à chaque séance et ne le sont plus le jour où ils ne sont plus appelés. Il ne nomme plus que des nobles de petite naissance qui lui sont très fidèles et qu'il peut instrumentaliser sans problème. L'office de chancelier est donné à des vieillards qui ne peuvent pas lutter contre le roi et se voit retirer plusieurs de ses fonctions comme la nomination des intendants des provinces ou sa participation à l'administration des finances du royaume. Le roi s'empare de tous les pouvoirs financiers et nomme le contrôleur général des finances pour avoir autorité sur toutes les administrations. Les Conseils deviennent des façades ou les décisions sont prises par un seul homme, souvent le rapporteur. Le roi modifie la structure politique de l'État en changeant la répartition des pouvoirs, en renforçant la bureaucratie et le centralisme.
Le premier Conseil est le Conseil d'En haut ou Conseil d'État. Il est composé de trois à cinq ministres autour du roi, choisis parmi les Secrétaires d'État. Les compétences du Conseil sont illimitées puisqu'elle s'occupe de toutes les affaires importantes du royaume. Le Conseil royal des Finances est le deuxième plus important. Il est institué après que le roi récupère les fonctions exercées par le surintendant des finances, pour l'aider pour les tâches financières. Le roi y siège toujours, accompagné du Chef du Conseil royal des Finances et d'un intendant des Finances, en plus des personnes que le roi invite ponctuellement à siéger. Le Conseil vérifie la comptabilité du royaume, mais aussi il décide de la politique économique et tranche les affaires contentieuses. Le Conseil des Dépêches est l'endroit où sont lues les dépêches des commissaires et des gouverneurs dans les provinces et où sont écrites les réponses. Autour du roi, y siège la plupart des membres du gouvernement. Les princes de sang commencent leur éducation politique en y siègent. Le Conseil de Conscience, comprend au départ de grands ecclésiastiques, les morts n'étant pas remplacés, le Conseil finit par se limiter au roi et à son confesseur. Il décide de la distribution des bénéfices. Créé en 1664, le Conseil royal de Commerce disparait en 1676.
Les conseils d'administration et de contentieux déclinent. Le roi y siège peu, mais son siège vide reste en bout de table pour symboliser sa présence. Le Conseil d'État privé ou Conseil des Parties reçoivent les requêtes en cassation, son rôle est donc très important pour l'autorité monarchique. Le Conseil d'État et des Finances est réduit aux contentieux sur les affaires financières. Il disparait à la fin du XVIIe siècle et ses compétences judiciaires sont récupérées par le contrôleur général et les intendants des Finances et ceux du Commerce. Les deux Conseils sont composés conseillers d'État et de maître des requêtes. La Grande Direction ou Conseil des Finances perd des compétences au détriment du Conseil royal des Finances et ne devient plus qu'un conseil administratif. Il est présidé par le chancelier et comprend plusieurs intendants des Finances. Son travail est préparé par la Petite Direction qui se réunit chez le Chef du Conseil royal des Finances et composé du contrôleur général, des intendants des Finances, des trésoriers et des receveurs.

##### La Polysynodie
À la mort de Louis XIV, le duc d'Orléans est proclamé régent. Il commence par casser le testament de Louis XIV, qui voulait le limiter dans ses pouvoirs, et s'empare de tous les pouvoirs que la coutume accorde au roi et le pouvoir de composer les Conseils du roi. Une déclaration royale établit plusieurs Conseils pour la direction des affaires de l'État. Le Conseil privé, la Grande et la Petite Direction sont conservés, mais tous les Conseils de Gouvernement sont fusionnés au sein du Conseil de Régence. Considéré comme un Conseil de tutelle du roi mineur, le régent le tient à côté du siège vide symbolisant la présence du roi (à partir de l'âge de dix ans, Louis XV commença à y siéger). Le chancelier et les membres de la famille royale y siègent de droit. Les Secrétaires d'État sont réduits à trois et leurs attributions se limitent à la signature des expéditions en commandement et sont exclus du Conseil de Régence. Les charges d'intendants des Finances et du Commerce sont supprimées. 
Sept Conseils particuliers (Consciences, Affaires étrangères, Guerre, Finance, Marine, Dedans, ainsi que le Commerce institué quelques mois plus tard) sont institués pour discuter et régler les affaires, même si la décision finale est laissée au Conseil de Régence. Les présidents des Conseils sont choisis parmi les seigneurs, cardinaux, maréchaux, ducs et pairs, ils sont entourés des grands barons du royaume, puis en dessous par des ecclésiastiques, des conseillers d'État, des maîtres des requêtes et des membres des parlements. Ces Conseils préparent les séances du Conseil de Régence et ne rendent ni jugement, ni arrêts. Comme les conseillers sont souvent incapables pour les tâches de gouvernement, le régent se résigne à consulter des diplomates, des prélats ou des magistrats dans des réunions officieuses, alors que la politique étrangère est menée secrètement. À partir de 1717, le régent confie l'examen d'une question à certains membres du Conseil de Régence réunis en comité. 
En 1718, le Conseil de Régence est réduit à une simple formalité, c'est le Cabinet du régent qui prend les décisions. En cette année, seul le Conseil de Finance fonctionne encore efficacement, mais rend sans qu'il n'ait le droit, des arrêts qui ne sont pas discutés lors du Conseil de Régence. Les autres Conseils ne sont que désordres et réduits à l'impuissance, sont supprimés et les secrétaires d'État sont rétablis dans leurs fonctions, puis intègrent le Conseil de Régence. Les anciens Conseils de Gouvernement sont rétablis, alors que le Conseil de Régence est réduit à entériner des décisions adoptées en dehors. En 1720, le Conseil de Conscience devient un véritable Conseil de Gouvernement, l'année suivante un Conseil de Santé est institué. En 1722, est nommé de nouveau un Premier Ministre, puis les Conseils de Gouvernement, Conseil de Conscience, Conseil royal des Finances, Conseil des Dépêches, Conseil de Santé reçoivent une existence officielle et sont présentés comme des Conseils de Gouvernement. Le 23 février 1723, Louis XV proclame sa majorité et met fin à la régence.

#### La Cour

##### La famille royale
Le lignage royal comprend tous les mâles de la famille capétienne qui peuvent hériter à tout moment de la Couronne. Appelés princes de sang, le roi doit en principe les consulter et les employer pour les grandes affaires du royaume. Ils reçoivent donc souvent des missions et participent aux Conseils du roi. Louis XIV rompt avec cette coutume et exclut les membres du lignage du plus haut Conseil, sans que cela ne soit tout de fois définitif. La reine, a aussi un rôle de Conseil et peut recevoir des charges. Elle jouit en plus de nombreux honneurs comparables à ceux du roi (comme plaider par procureur général ou faire libérer les prisonniers d'une ville où elle entre solennellement) et à l'ensemble des privilèges des ducs et pairs. Le Dauphin, a aussi le droit de libérer les prisonniers d'une ville lorsqu'il fait une première entrée dans une ville. Ses pouvoirs politiques sont ceux que le roi veut bien lui donner. Il peut prendre la régence en cas d'empêchement ou de maladie du roi. Les fils et petits-fils des rois sont appelés « fils de France ». Ils peuvent faire évoquer au Parlement de Paris tous les procès dans lesquels ils sont intéressés.

##### Les ducs et pairs
Les ducs et pairs sont au sommet de la hiérarchie sociale à la cour après les princes de sang. Ils incarnent l'idéal social idéal et sont un modèle pour tout le royaume. Ils exercent différentes fonctions au sein de la Maison du Roi. Ils jouissent de nombreux honneurs à la Cour comme s'assoir dans le carrosse du roi ou encore rentrer à cheval dans les palais royaux. Lors du sacre, les pairs ecclésiastiques et laïques jouent un rôle essentiel. Ils peuvent aussi participer aux séances du Parlement avec voix délibérative. Par contre, ils ne détiennent aucun pouvoir politique puisqu'à partir de 1667 ils ne siègent dans les conseils de gouvernement que s'ils sont conviés par le roi.

##### Les grands officiers de la couronne
La liste officielle des grands officiers de la couronne parait au cours du XVIIe siècle. Sont recensés : le Chancelier de France, le connétable, les maréchaux de France, le grand amiral, le général des Galères, le grand maitre de l'Artillerie de France, ainsi que de grands dignitaires de la Maison du Roi.

###### Le connétable et les maréchaux de France
Le connétable est le chef de l'armée, ce qui lui donne un pouvoir trop dangereux par rapport au roi. La fonction est supprimée en 1627, ses pouvoirs sont transférés aux maréchaux qui deviennent les premiers officiers de la Couronne et chefs de la noblesse. Ils administrent la justice dans les matières du point d'honneur, ils ont juridiction sur les différends entre les nobles et sont chargés de veiller à la conduite de cet ordre. Ils doivent aussi maintenir la discipline militaire, juger les crimes des soldats, maintenir l'ordre dans les campagnes où stationnent les troupes.
Pour exercer leur pouvoir de police, ils disposent de la Cour de la Connétablie et Maréchaussée de France à la Table de Marbre du Palais. Elle comprend un lieutenant général des Maréchaux de France, un lieutenant particulier, des juges bénévoles, un procureur du roi, un greffier et des huissiers. Les maréchaux disposent de la compagnie du prévôt général de la Connétablie et Maréchaussée de France, juge de l'armée du roi aussi civil, criminel et policier. Ils ont notamment le pouvoir d'inspection des officiers et surveiller la bonne application des ordonnances militaires. Ils disposent d'un prévôt général des Monnaies et Maréchaussées de France. Dans chaque province ou gouvernement, ils commandent un prévôt provincial des Maréchaux qui veille à la sureté dans les campagnes.

###### L'Amiral de France
Au début du XVIIe siècle, l'Amiral de France possède un grand pouvoir. Il nomme tous les officiers et commissaires de la marine royale, aussi bien dans les ports que de la garde-côte. Il commande la flotte du Ponant. Il dirige et ordonne la construction des vaisseaux de guerre. Il contrôle le budget de la Marine et son pouvoir juridictionnel est étendu. Conscient que sa puissance est un danger pour la monarchie, Richelieu créé des charges concurrentes en 1626, avant de supprimer la charge d'amiral l'année suivante. Elle est rétablie en 1669, afin de respecter la tradition royale de séparer la dignité et l'autorité. La charge est dépouillée de nombreuses tâches au détriment du secrétaire d'État de la Marine, elle conserve quand même le pouvoir de commander la principale armée navale sur ordre du roi et nommer les magistrats et auxiliaires de justice particuliers de l'amirauté. La charge laisse surtout des droits lucratifs à son propriétaire, comme de toucher le dixième des rançons des prises faites en mer.

##### La Maison du roi
Le grand aumônier de France est un des principaux officiers de la couronne de la Maison du roi. Il est l'évêque de la cour et de ce fait baptise les rois, les princes, les filleuls des rois et reines, leur donne la communion, leur administre les sacrements et fiance et marie les princes et princesses. En son absence, les fonctions sont remplies par le premier aumônier. En dessous, huit aumôniers du roi servent par quartier pour prêcher et administrer les sacrements au roi et à la cour. Le grand maître de la Maison du roi dispose des charges des sept offices de bouche, les officiers lui prêtent serment et il a juridiction sur eux. Le Bureau du roi se tient sous son autorité. En cas d'absence, il est suppléé par le premier maître d'hôtel. En dessous, douze maîtres d'hôtel servent par quartier et un maitre d'hôtel ordinaire. Le grand chambellan fait le service et les honneurs de la chambre du roi. Il se tient aux pieds du souverain lors des lits de justice et derrière son fauteuil lors des audiences des ambassadeurs. Il a en dessous de lui, quatre premiers gentilshommes qui servent en son absence. Le grand écuyer dispose de presque toutes les charges vacantes des écuries. Il gère notamment tous le personnel de la Grande et Petite Écurie.
La Maison du roi comprend aussi le grand maréchal des logis qui fait marquer les logements pour toute la Maison du roi. Le prévôt de l'hôtel est le juge ordinaire de la Maison du roi avec des officiers pourvus par le roi. Le grand maître des cérémonies s'occupe des cérémonies officielles aussi bien religieuses comme les baptêmes ou les mariages que politique comme les sacres, les États généraux ou encore les lits de justice. Un surintendant et ordonnateur général des bâtiments des maisons royales, jardins et tapisseries du roi. Les chasses à courre du roi sont assurées par le grand veneur et son service. La maison militaire composée des gardes du roi divisés en deux sortes : ceux à l'intérieur du palais royal et ceux à l'extérieur.

#### Les ministres

##### Le chancelier

###### Pouvoirs du chancelier
Le chancelier est le chef de la justice et le premier des grands officiers de la couronne après 1627 (deuxième avant ça). Sa première attribution est de sceller les actes royaux avec les sceaux royaux de gouvernement dont il a la garde en portant autour de son cou une chaîne à laquelle est attachée la clé du coffre des sceaux. Il préside la séance publique (appelée l'audience du sceau) qui scelle les lettres patentes. Après avoir écouté les rapports, il exerce un premier contrôle sur les décisions royales en scellant l'acte ou en refusant de le faire s'ils ne lui paraissent pas conformes à la justice, aux décisions du Conseil et aux intérêts du royaume. Il doit aussi veiller à la sincérité des actes et poursuivre les faussaires.
Il est aussi le premier magistrat du royaume et chef de toutes les juridictions. Il est le porte-parole du roi auprès des cours souveraines, des États généraux et des assemblées de notables. Pendant les lits de justice, il fait connaitre les intentions du roi aux magistrats. Il est à la tête de toute la hiérarchie des officiers du royaume, délivre les lettres de provision d'offices et reçoit le serment des nouveaux officiers. Symbolisant la continuité monarchique, il ne peut pas porter le deuil à la mort du roi. 
Il est le chef du Conseil du roi, qu'il préside en son absence. Avant 1661, il prend part au gouvernement, à l'administration et à la direction des finances, au point d'être considéré comme le contrôleur et le correcteur de France. Son rôle politique décline avec les réformes de 1661, où lui son retiré plusieurs attributions comme la nomination des intendants ou l'administration des monnaies, pour ne garder que les pouvoirs judiciaires. Il est aussi écarté de certains Conseils, à commencer par le premier qu'est le Conseil d'En haut et se voit retirer son statut de ministre, mais continue de présider le Conseil d'État privé, finances et direction et de siéger dans d'autres.

###### Le contrôle de la librairie
Le pouvoir du chancelier lui permet de contrôler la vie intellectuelle du royaume. D'abord en supervisant les établissements d'enseignement, puis à partir de la seconde moitié du XVIe siècle en étant chargé de la librairie qui devient un instrument de censure car aucun livre ne peut être imprimé en France sans une permission. Néanmoins, le régime du privilège fait que beaucoup d'imprimés sont publiés sans être examinés par les collaborateurs du chancelier. Au XVIIe siècle et XVIIIe siècle, une série de mesures rendent le système plus efficace en distinguant trois types d'autorisations : le privilège qui donne la permission d'imprimer et de monopole, la permission de sceau qui est simple permission d'imprimer et la permission tacite qui permet d'imprimer les ouvrages dont on ne veut pas donner la caution officielle du pouvoir royal. Le chancelier est assisté dans son pouvoir de contrôle de la librairie par le directeur de la librairie qui est chargé de conserver les manuscrits approuvés. Autour de ce collaborateur, se développe des institutions ; les chambres syndicales, présentes dans les principales villes de provinces, elles sont chargées d'appliquer les mesures commerciales prises par la chancellerie ; l'inspecteur général pour la police des livres et les inspecteurs de la librairie qui contrôle sur le terrain la production imprimée et à saisir les ouvrages contrevenants. Les ouvrages sont approuvés lors du Bureau gracieux, présidé par le directeur de la librairie, il s'agit d'un organe de concertation qui réunit les censeurs royaux et les officiers de la chambre syndicale de Paris et où sont présentés les manuscrits à faire approuver.

###### Conseil de chancellerie et suppléants
Pour l'aider dans ses décisions, le chancelier est aidé au XVIIIe siècle par un bureau du Conseil du roi qui prend le nom de Conseil de la chancellerie. Il comprend généralement deux conseillers d'État et quatre à six maîtres des requêtes nommés par le chancelier. Le Conseil, qui agit comme un organe de Conseil et un tribunal administratif, est compétent sur le fonctionnement de la chancellerie, l'administration de la justice et la libraire. Il veille au maintien des règlements sur le sceau et des privilèges des officiers du sceau, juge les contestations sur la réglementation des livres, nomme les maitres imprimeurs, ouvrir des poursuites contre les contrevenants et les fraudeurs. 
Lorsqu'un chancelier ne peut plus exercer sa tâche à cause de son âge, de la maladie ou de la disgrâce royale. Le roi lui retirait les sceaux pour le confier à un garde des sceaux de France, un grand officier de la couronne depuis 1551, mais dont la charge est révocable contrairement au chancelier. Si la nomination du garde des sceaux n'a lieu en principe qu'en cas d'empêchement du chancelier, il est arrivé à plusieurs reprises que les deux officiers sont en fonctions en même temps. Ils se partagent alors les attributions du chancelier et siègent tous les deux au Conseil du roi.

###### Grande et petites Chancelleries
La Grande Chancellerie est dirigée directement par le chancelier et emploie plusieurs centaines de personnes dont la plupart sont des secrétaires du roi. Ces derniers ont le monopole de la rédaction, de l'expédition des actes royaux et certains ont des tâches bien spécifiques à l'intérieur ou à l'extérieur de la chancellerie. Leur charge est vénale et transmissible, elle est le moyen le plus rapide et pratique pour un noble de premier rang d'accéder au second ordre. De fait, l'effectif de la chancellerie est toujours supérieur au besoin réel, car l'achat de cette charge se fait pour grimper dans hiérarchie social et non pas pour remplir les fonctions. Les autres principaux officiers de la chancellerie sont : le grand audiencier qui a pour mission d'ordonner l'audience du sceau et de compter les droits perçus sur le scellage des lettres ; le contrôleur général ; le trésorier général du sceau dont la charge est créée à la fin du XVIIe siècle et qui hérite des pouvoirs financiers du grand audiencier ; le garde des rôles des offices de France qui tient à jour les listes des offices disponibles et le montant de la taxe à verser lors de l'entrée en fonction ; le chauffe-cire (ou scelleur) qui procède à l'opération matérielle de scellage des actes, il est aidé dans cette opération par son adjoint le valet chauffe-cire. Les offices peuvent compter plusieurs titulaires qui exercent par roulement.
Les Petites Chancelleries apparaissent aux environs du XVe siècle avec l'extension territoriale importante du royaume qui conduit à l'augmentation notable de l'activité de la Grande Chancellerie. Mais aussi par la motivation de rapprocher le service du sceau des administrés qui n'ont plus à se déplacer à la cour. Les Petites Chancelleries sont de bureaux d'écritures qui fonctionnent auprès des parlements locaux et des cours souveraines. Elles délivrent des lettres d'importance mineure qui ne portent pas le sceau du roi, mais celui de France et sont appelés pour ça lettre de petit sceau. Elles ne sont exécutoires que dans la juridiction de la chancellerie qui les a délivrées. Dans la Petite Chancellerie de Paris, le sceau est tenu par un maître des requêtes. En province, par un conseiller de la cour. Le personnel des petites chancelleries est le même que celui de la Grande Chancellerie en plus réduit.

##### Les secrétaires d'État

###### Historique de l'institution
Les secrétaires d'État naissent à la fin du XIIIe siècle, du processus de spécialisation des notaires du roi. Au fil du temps, leurs tâches politiques se diversifient et à la fin du XVe siècle, certains se sont emparés des attributions de plusieurs secrétaires spécialisés. En 1547, le nombre des secrétaires d'État chargés d'expédier les affaires courantes est fixé à quatre. Ils se répartissent chacun des provinces du royaume et des pays étrangers qu'ils ont à charge. Sous le règne de Charles IX, la répartition de leurs attributions se spécialise selon la nature des affaires. Ils prennent de plus en plus d'importance politique, ils passent à simples expéditionnaires de la correspondance royale, à des exécutants de la volonté royale et les chefs de l'administration centrale. Leurs pouvoirs étant devenus trop importants, en 1588, des mesures sont prissent pour définir minutieusement leurs champs d'action. L'année suivante, le processus de spécialisation s'accentue, notamment l'un des secrétaires d'État se voit charger des affaires étrangères. 
De 1594 à 1624, est créé un grand département regroupant les affaires militaires et diplomatiques qui est confié à l'un des secrétaires d'État. En 1624, les pays étrangers sont de nouveau répartis entre les quatre secrétaires d'État, mais maintien un département de la guerre. Deux ans plus tard, un nouveau règlement définit les nouvelles spécialisations. Le département de la guerre, qui jusque-là était limité à des tâches administratives sous l'autorité du connétable, est renforcé avec la suppression de cet office en 1627. Le département des affaires étrangères est définitivement constitué après sa suppression en 1624. De nouvelles compétences sont attribuées comme : les affaires générales des huguenots et la marine. Cette dernière s'inscrit dans une réforme plus générale de la marine royale qui prend forme durant cette période. Sous Louis XIII, est créé une attribution chargée du clergé confié au secrétaire d'État qui s'occupe de la maison du roi. Avec les réformes de 1661, les attributions des secrétaires d'État se stabilisent et sont reparties de cette manière : affaires étrangères et marine du Ponant ; guerre et marine du Levant ; religion prétendue réformée ; maison du roi et clergé. En 1669, les deux marines sont réunies sous le même secrétaire d'État déjà chargé des affaires maritimes.
En 1715, la mise en place de la Polysynodie conduit au remplacement des secrétaires d'État par des conseils de grands seigneurs, la perte de leurs attributions politiques et la réduction au nombre de trois. De 1715 à 1718, ils se limitent à la signature des actes en commandement du roi. Avec la suppression des premiers conseils en septembre 1718, ils récupèrent leurs attributions traditionnelles et passent au nombre cinq. De 1723 à 1749, leur nombre est ramené à quatre avec la répartition des attributions qui était de vigueur sous Louis XIV. La disgrâce de Jean-Frédéric Phélypeaux de Maurepas en 1749, entraine le démembrement de son département : la marine forme un département à part et la maison du roi et le clergé reviennent au secrétaire d'État chargé des affaires protestantes. Cette répartition est toujours en vigueur à la veille de la révolution, avec quelques situations ponctuelles comme notamment la création d'un secrétaire d'État des finances de 1763 à 1780.

###### Compétences et moyens d'action
La première fonction des secrétaires d'État est de consigner par écrit les ordres du roi et de s'assurer de leur expédition. Ils ont un rôle essentiel au Conseil du roi où le secrétaire d'État des affaires étrangères est le principal rapporteur du Conseil d'En haut et les secrétaires d'État intervenaient régulièrement lors du Conseil des dépêches en fonction des affaires relevant de leur département géographique. Les secrétaires d'État des affaires étrangères et de la marine peuvent siéger au Conseil royal des finances et à celui du commerce. Après les séances du Conseil et les audiences particulières du roi, les secrétaires d'État notifient les décisions prises, les ordres et les instructions, aux agents du roi à l'intérieur et l'extérieur du royaume. Ils assurent aussi la correspondance avec les puissances étrangères.

##### Le surintendant et le contrôleur des finances

###### Historique du département des finances
Sous l'Ancien Régime, l'administration financière connait une très grande mutation aussi bien dans les ministères qu'au niveau local. En 1523, François Ier commence à réformer l'administration héritée du Moyen Âge en créant le trésor de l'Épargne. Gérée par un haut comptable, elle est alimentée par les trésoriers de France et les généraux des finances, qui eux voient leur pouvoir réduit. Elle sert à financer les dépenses de la cour et du gouvernement. En 1542, les recettes générales, établies aux sièges des généralités, sont portés au nombre de seize, ce qui entraine une multiplication des charges de trésorier de France et de général des finances. Dix ans plus tard, les deux fonctions sont réunies en une seule charge unique appelée trésorier général qui est établie dans chacune des seize généralités ; selon les années il y a pu y avoir jusqu'à vingt-cinq trésoriers généraux par généralité. Les dépenses de l'État sont désormais ordonnancées par lui-même en son Conseil, car les trésoriers généraux ne peuvent plus jouer leur rôle ministériel. 
En 1547, deux offices de contrôleurs généraux sont créés pour vérifier les pièces de recette ou de dépense assignée sur l'Épargne et tenir un registre. Quelques années plus tard, à l'occasion du Voyage d'Allemagne, le roi nomme quatre commissaires (qui prennent le titre d'intendant des finances en 1556) qui ont pour mission de gérer les fonds de la campagne et d'en rendre compte au Conseil. Institués en ministère collégial, ils remplacent celui que forment les trésoriers de France et les généraux des finances. L'effectif des intendants des finances varie en fonction des périodes (allant de trois à douze). Chaque intendant reçoit des attributions géographiques et spécialisées. Le titre de surintendant des finances est institué en 1561, mais de manière intermittente avec le Conseil des finances qui assume parfois son rôle.
Les réformes de 1661, entrainent notamment la suppression du poste de surintendant des finances. C'est le roi qui désormais exerce les pouvoirs financiers avec l'assistance d'un nouveau conseil intitulé Conseil royal des finances. Le roi le préside et sa composition comprend entre autres un intendant des finances. En 1665, les deux charges de contrôleurs généraux (qui avaient été conservées, mais sans un accès au Conseil royal des finances) sont supprimées et remplacées par un contrôleur général des finances nommé par une commission. Sa fonction est l'une des plus exposées politiquement et il n'est pas rare que certains restent en poste moins d'un an. Durant la régence, les finances sont dirigées par un conseil polysynodique des finances, puis par la direction et administration principale des finances. Sous Louis XVI, les titres des postes changèrent souvent, Necker eu le titre de directeur général du Trésor royal, puis directeur général des finances. Son successeur reçut le titre d'administrateur général des finances.

###### Le surintendant des finances
Le surintendant des finances a des fonctions politiques et administratifs. Il est aussi l'un des principaux conseillers d'État, à partir de 1624 il est membre à titre personnel du Conseil d'En haut et en 1630 il devient ministre d'État. En matière de finances, il est l'ordonnateur principal des fonds. Il propose au Conseil des finances un projet de dépenses et de recettes.

#### Les Parlements
Les parlements étaient des cours de justices souveraines, érigés le plus souvent sur d'anciennes institutions féodales, privilèges laissé à des provinces restées puissantes (Bretagne, Normandie, Dauphiné, Bourgogne et Languedoc). Durant les dernières décennies de l'Ancien Régime, les parlements ont revendiqué avoir un rôle dans le pouvoir législatif, théoriquement réservé au Roi.
Le Parlement de Paris, en tant que cour conseillère du Roi, s'est imposée parmi les autres parlements pour devenir une sorte de cour suprême du Royaume.